# Ferdinand Heidler starší
Ferdinand Heidler (30. srpna 1811 Opava – 10. února 1880 Jemnice) byl rakouský politik, poslanec Říšské rady a Moravského zemského sněmu, starosta Jemnice.

## Životopis
Narodil se v Opavě. Jeho otec Franz Heidler byl koželuh. V roce 1846 se přiženil do Jemnice, kam přišel z Police, kde byl správcem velkostatku. V Jemnici začal působit jako pekař a obchodník, díky čemuž zbohatl a stal se starostou města. V této funkci prosadil jako jednací řeč radnice němčinu, používání češtiny považoval za marné a směšné. V roce 1873 jej nahradil Antonín Eisner. Heidler působil od roku 1871 jako ředitel místní spořitelny. Němčina ale zůstala jazykem radnice až do roku 1890, kdy se starostou stal Josef Augusta.
Od roku 1848 do roku 1849 zasedal jako poslanec Moravského zemského sněmu. Nastoupil sem po zemských volbách roku 1848 za kurii venkovských obcí, obvod Jemnice. Ovšem nebyl řádným poslancem, nýbrž ustanoveným náhradníkem, který na sněmu zastupoval po dobu časového zaneprázdnění poslance Josefa Becka (Beck byl totiž zároveň i poslancem celostátního parlamentu, tedy Říšského sněmu). Na zemském sněmu byl aktivním řečníkem. Vyslovil se proti tomu, aby mělo na radnicích po zřízení obecní samosprávy převahu nejbohatší obyvatelstvo. Účastnil se také debat o volebním právu, postavení učitelů, povinnosti ubytovávat vojsko apod. Na konci sněmu provolal Heidler slávu „slovanskému obyvatelstvu Moravy“.
Po obnovení ústavního systému vlády byl v moravských zemských volbách 1861 zvolen poslancem Moravského zemského sněmu za kurii měst Dačice, Telč, Slavonice a Jemnice. V zemských volbách v lednu 1867 jej nahradil na sněmu starosta Telče František Kianek, ale v zemských volbách v březnu 1867 se Heidler do poslaneckých lavic vrátil a působil zde do roku 1870. Poslancem je znovu zvolen ve doplňovacích volbách 1873, tentokrát za venkovské obce, když poráží Ondřeje Pecla. V roce 1862 se stal členem silničního výboru. Několikrát vystupoval na sněmu na žádost občanů svého obvodu, nadále byl aktivním řečníkem. To ustává až v posledním volebním období, kdy už tolik nevystupuje a často žádá ze zdravotních důvodů o dovolenou. V doplňovacích zemských volbách roku 1873 se uvádí jako ústavověrný kandidát.
V letech 1869–1870 byl rovněž poslancem Říšské rady.
V roce 1874 stál u zrodu sboru dobrovolných hasičů v Jemnici.
Zemřel na mrtvici v Jemnici roku 1880.

## Rodina
S manželkou Evou, roz. Sušitzký, měl 6 dětí – Leontinu (nar. 1842), Friedricha (nar. 1843), Artura (nar. 1845), Ferdinanda (nar. 1846), Wilhelma (nar. 1852) a Arnolda (nar. 1856). Ferdinand mladší se oženil s Josefou Koudelovou, sestrou poslance Moravského zemského sněmu Josefa Koudely, kteří měli společně mj. syny Ferdinanda, který byl poslancem Revolučního národního shromáždění a československým ministrem obchodu, Gustava, národohospodáře a rovněž československého poslance, Jana, historika a Artura, advokáta. Jeho dalším vnukem je teolog Alexander Heidler. Mezi jeho potomky patří také politik Cyril Svoboda. Ačkoli se Heidler řadil k odpůrcům českých národních snah, část jeho potomků se počeštila.